# Klanz

Пример карт

КlanZ («Кланз») — российская коллекционная карточная онлайн-игра (карточная стратегия) в жанре комикса, созданная в 2007 году. От большинства других ККИ отличается изменённой механикой, позволяющей играть бои за более короткое время.
Кланз представляет собой стратегическую игру с элементом случайности.

## Игровой процесс
Целью игры является собрать все карты, количество которых постоянно пополняется, а также победить в различных турнирах. Бой в Кланзе длится, в среднем, от двух до десяти минут.
Колода игрока состоит из пятнадцати (или более) карт, из которых на стол выпадают случайно выбранные пять. Бой, соответственно, состоит из пяти раундов (или менее, если у одного из игроков кончились все жизни). Карты, жизни и энергия соперника видны изначально.

### Карта
Карта обладает пятью параметрами:
1. Сила. При помощи силы определяется атака карты в раунде. Базовая (без учёта бонусов и способностей) сила может варьироваться от 1 до 8.
2. Урон. Урон — количество жизней соперника, отнимаемое в случае победы в раунде. Базовый (без учёта бонусов и способностей) урон может варьироваться от 1 до 8.
3. Способность. Способность карты может положительно или отрицательно влиять на любой из остальных параметров карты или игрока. Способность с картой всегда, но может быть заблокирована. Также есть модификаторы, влияющие на условия, при которых действует способность. Некоторые карты способности не имеют, однако их количество незначительно.
4. Бонус. Бонус, фактически, является второй способностью, но он активен только в том случае, если на столе находятся 2 или более карты этого клана.
5. Уникальность. Уникальность карт делится на 4 вида: common (обычная), rare (редкая), uniq (уникальная), legend (легендарная). Уникальность карт влияет на шанс выпадения карты в бустере. и на общую сумму уникальности карт в деке (шапку), необходима для турниров с ограничением на шапку.

### Игрок
Игрок в бою обладает двумя параметрами: жизнь и энергия.

#### Жизнь
Тот игрок, у которого по завершении пяти раундов останется большее количество жизни, выигрывает бой. Если жизнь кончается раньше, бой заканчивается в пользу игрока, у которого остались жизни. При равном количестве жизней объявляется ничья.

#### Энергия
Энергия влияет на атаку карты. Также за 3 энергии можно прибавить карте 2 урона.
Количество стартовых жизни и энергии зависит от комнаты, в которой проводится бой, но может измениться в обе стороны под воздействием способностей.

### Атака
При помощи атаки определяется карта, которая победила в раунде. Изначально карта обладает атакой, равной её силе. За каждую вложенную энергию карта получает столько же атаки. Таким образом, атаку можно высчитать по простой формуле: a=b*(c+1), где a является атакой, b — силой, а c — количеством вложенной энергии.

### Форматы
На данный момент в игре есть 5 форматов:

#### Турнир Арпада
Турнир доступен с 10-го уровня и еженедельно проходит на Стадионе. У каждого игрока изначально есть 1000 единиц рейтинга. В результате побед и поражений рейтинг увеличивается или уменьшается. Игрок, который к концу турнира набрал наибольшее количество рейтинга, занимает первое место. Также поощрительные призы, количество которых зависит от места, получают все игроки, проведшие не менее пятнадцати боев и имеющие более 1000 единиц рейтинга.
Рейтинг обновляется в ночь со вторника на среду.
В турнире постоянно есть ограничения на суммарный уровень карт в колоде, которые меняются раз в 2-3 недели. Также в турнире нельзя участвовать с непрокачанными картами и повторами в колоде.

#### Гильдийные Войны
Гильдийные Войны — турнир, длящийся пять недель, в котором может участвовать любой игрок, состоящий в гильдии (при условии, что гильдия заплатила вступительный взнос).
Каждую неделю в определенное время становятся доступны 3 квартала, образующие район. Каждый квартал имеет свои ограничения, оговаривающие количество карт в колоде игрока, их суммарный уровень и рарность, а также стартовое количество жизни и энергии.
Призы выдаются за каждый взятый район, квартал и победу в сезоне, состоящем из пяти районов.

#### Мини-турниры
Мини-турниры могут быть на 2, 4, 8 или 16 человек. Турниры могут создавать сами игроки, за вступление необходимо заплатить взнос (устанавливается организатором и влияет на количество вознаграждения победителю). После набора необходимого количества участники играют по стандартной турнирной сетке до двух побед.

#### Драфты
В драфтах игроки (4, 8 или 16) вскрывают бустеры и по очереди разбирают карты, которыми и играют в образованном мини-турнире. После платного драфта карты остаются у игрока, после бесплатного (дамми-драфта) — исчезают.

#### Силеды
Силеды отличаются от драфтов тем, что в нем каждый игрок получает 24 карты, из которых он должен за 5 минут выбрать 8, которыми он и будет играть.
Также всевозможные турниры проводятся игроками на добровольных началах, что поощряется администрацией.

## Сюжет
Сюжет игры разворачивается на некой футуристической планете, именуемой Город. В Город прибывают жители других миров и планет, и он является своеобразным «перекрёстком», где может найти себе место любой. Жители Города постоянно борются за власть и объединяются для этой цели в кланы. Кланы могут формироваться по идеологическому, видовому или какому-либо другому принципу.
На данный момент клан Суровые Клерки удерживает власть в своих руках, не позволяя другим развиваться больше дозволенного предела, но все изменяется…

## Klanz в сети
В своё время на многих популярных сайтах были размещены яркие баннеры, акцентирующие внимание на необычном сюжете игры (наиболее часто встречался баннер с надписью «Что будет, если эмо встретит гопника?»), что привлекло в игру достаточно большое количество людей. Игра входит в топ-100 игр в рейтингах Майла и Рамблера и имеет рецензии и упоминания на разных сайтах (некоторые из них приведены внизу).